# Andrzej Sulewski
Andrzej Sulewski (ur. 23 maja 1945 w Szczodrowie k. Skarszew, zm. 13 sierpnia 2010 w Gdańsku) – polski szewc, szkutnik i artysta uliczny, „Gdański Pirat”.

## Życiorys
Od 1980 mieszkał w Gdańsku. Pracował kolejno jako szewc, szkutnik w Stoczni Wisła w Gdańsku-Górkach Zachodnich oraz w gazowni miejskiej. Z powodu urazu kręgosłupa był zmuszony przejść na rentę. Około 1990 w celu zdobycia dodatkowych dochodów został artystą ulicznym. Początkowo występował na ulicach gdańskiego Głównego Miasta w przebraniu diabła i kuraka (w okresie wielkanocnym). Zdobył dużą popularność wśród mieszkańców Gdańska i turystów, wcielając się w rolę „Gdańskiego Pirata”. Jako pirat występował we własnoręcznie sporządzonym stroju. Okazjonalnie reprezentował Urząd Miejski na targach i innych imprezach promocyjnych, także za granicą (m.in. w Berlinie). Jego wizerunek pojawiał się w miejskich materiałach promocyjnych i na różnego rodzaju pamiątkach. W okresie świątecznym wcielał się również w Świętego Mikołaja.

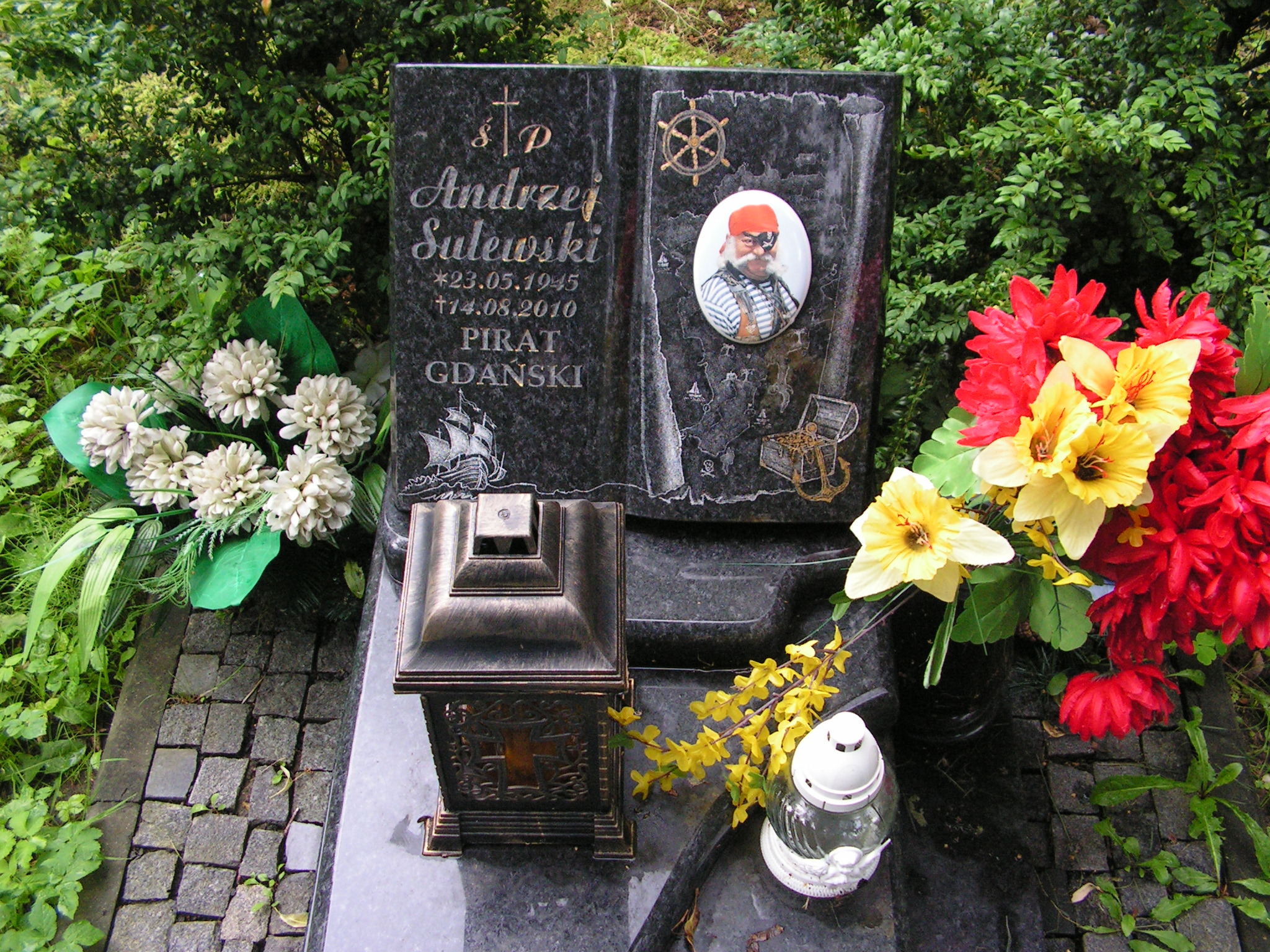
Grób Andrzeja Sulewskiego (1945-2010) na cmentarzu Garnizonowym w Gdańsku

Zmarł na udar mózgu. Pochowany na cmentarzu Garnizonowym w Gdańsku (kwatera 21-D-12).

## Nagrody
- Nagroda Prezydenta Miasta Gdańska w Dziedzinie Kultury za promocję Gdańska (2004)[5]
- Nagroda Prezydenta Miasta Gdańska w Dziedzinie Kultury za działalność kulturalno-promocyjną na rzecz Gdańska (2006)[5]

## Upamiętnienie
Jest patronem tramwaju Pesa Swing 120NaG SWING Gdańskich Autobusów i Tramwajów o numerze bocznym 1040.